# Кунин, Евгений Викторович
Евге́ний Ви́кторович Ку́нин (англ. Eugene Koonin; род. 26 октября 1956, Москва, РСФСР, СССР) — советский и американский биолог. Кандидат биологических наук (1983). Ведущий научный сотрудник Национального центра биотехнологической информации Национальной медицинской библиотеки Национальных институтов здравоохранения США, Бетесда, штат Мэриленд, США. Является признанным экспертом в эволюционной и вычислительной биологии, имеет самый высокий индекс Хирша среди учёных российского происхождения — 250. Член академии наук США (2016).

## Биография
Родился в семье филолога — пушкиниста и книговеда Виктора Владимировича Кунина и синолога Ирины Константиновны Глаголевой. В 1973 году Евгений Кунин получил первую премию на Школьной биологической олимпиаде МГУ среди десятиклассников, которую поделил с Алексеем Кондрашовым.
В 1978 году окончил кафедру вирусологии биологического факультета МГУ. Там же в 1983 году защитил диссертацию на соискание степени кандидата биологических наук по теме «Специфическая ассоциация нуклеотидкиназ с репликативными комплексами вируса энцефаломиокардита» (специальность 03.00.03 — молекулярная биология).
С 1985 по 1991 годы руководил исследованиями по вычислительной биологии в Институте полиомиелита и Институте микробиологии в Москве. С 1991 года работает в Национальном центре биотехнологической информации в США. Является редактором секции «Анализ генома» в научном журнале Trends in Genetics. Евгений Кунин — главный редактор научного журнала с открытым доступом и открытым рецензированием Biology Direct.
Основные исследования Кунина включают сравнительный анализ секвенированных геномов и автоматические методы изучения функций генов. Он исследует применение сравнительной геномики для филогенетического анализа, а также математического моделирования эволюции генома. Кунин также использует вычислительные методы для исследования основных этапов в эволюции жизни (происхождение эукариот), эволюции эукариотической передачи сигналов и путей развития с сравнительно-геномной точки зрения.
С 2006 года Кунин заинтересовался вопросом возникновения в ДНК бактерий регулярно повторяющихся групп нуклеотидов и тем, почему участки ДНК между повторами напоминают ДНК вирусов, способных их заразить. Известно, что бактерии могут погибать от вирусных инфекций. Часть бактерий выживает. Идея, возникшая у него сводилась к мысли, что эти участки ДНК — трофеи, помогающие опознать и уничтожить врага. При повторной встрече с этим вирусом выжившая бактерия узнает его по запасённому заранее фрагменту его генома — и режет ДНК на 2 части ровно в том месте, где фрагмент обнаружился. Своего рода эволюционное приспособление микробов для борьбы с вирусной инфекцией. Немного позже, в 2012 году, наличие этой системы бактериальной самообороны экспериментально подтвердили и, выделив, приспособили для коррекции любой ДНК, включая человеческую (система CRISPR).
Евгений Кунин является одним из самых цитируемых биологов, и в особенности специалистов по теории эволюционной биологии. По состоянию на декабрь 2019 года его индекс Хирша по Scopus равен 169, и 173 по Web of Science — первое место в списке проекта «Корпус экспертов» (рейтинг русскоговорящих учёных в естественных науках). Он обладает числом Эрдёша, равным двум. В 2016 году избран членом Национальной академии наук США. Иностранный член Российской академии наук (2019).
По состоянию на 2017 год входит в число десяти самых влиятельных биологов мира по версии Semantic Scholar.
В 2018 году стал лауреатом премии имени Георгия Гамова за «фундаментальный вклад в развитие эволюционной биологии».
С февраля 2022 года является участником Антивоенного комитета России. В феврале 2022 года отказался от членства в РАН в связи с её молчаливой поддержкой российского военного вторжения на Украину. Письмо Президенту РАН А. М. Сергееву и подтверждение своего решения о выходе Евгений Кунин опубликовал в фейсбук-аккаунте 28 февраля 2022 года. Также в феврале 2022 года подписал открытое письмо российских учёных и научных журналистов с осуждением вторжения России на Украину и призывом вывести российские войска с украинской территории.

## Основные направления исследований[21]
- Сравнительный анализ секвенированных геномов и автоматические методы аннотации геномов.
- Приложения сравнительной геномики для филогенетического анализа, реконструкция предковых форм жизни и построение крупномасштабных эволюционных моделей.
- Математическое моделирование эволюции геномов.
- Вычислительные исследования основных вех эволюции, таких как происхождение эукариот.
- Эволюция сигнальных путей и развития организмов методами сравнительной геномики.
- Проверка фундаментальных предсказаний теории эволюции, используя сравнение последовательностей в масштабах геномов.

## Публикации
- Eugene V. Koonin The cosmological model of eternal inflation and the transition from chance to biological evolution in the history of life Архивная копия от 1 марта 2013 на Wayback Machine // Сайт Biology-direct.com. Biology Direct. 2007.
- Eugene V. Koonin. The Logic of Chance: The Nature and Origin of Biological Evolution. — FT Press, 2011. — 516 p. — ISBN 978-0-13-262317-9.[22]
- Кунин Е. В. Логика случая: О природе и происхождении биологической эволюции = The Logics of Chance: The Nature and Origin of Biological Evolution / Автор. пер. с англ. — М.: Центрполиграф, 2014. — 528 с. — ISBN 978-5-227-04982-7.
- Е. Кунин. Суп из гвоздя. Ведущий эволюционист рассказал о Мультивселенной и антропном принципе // Lenta.ru, 1 декабря 2012